# Юнацька збірна Андорри з футболу (U-19)
Юнацька збірна Андорри з футболу — національна футбольна команда Андорри гравців віком до 19 років, якою керує Футбольна федерація Андорри.
Збірна жодного разу не потрапляла до фінальної стадії юнацького чемпіонату Європи чи світу.